# Gründerzentrum

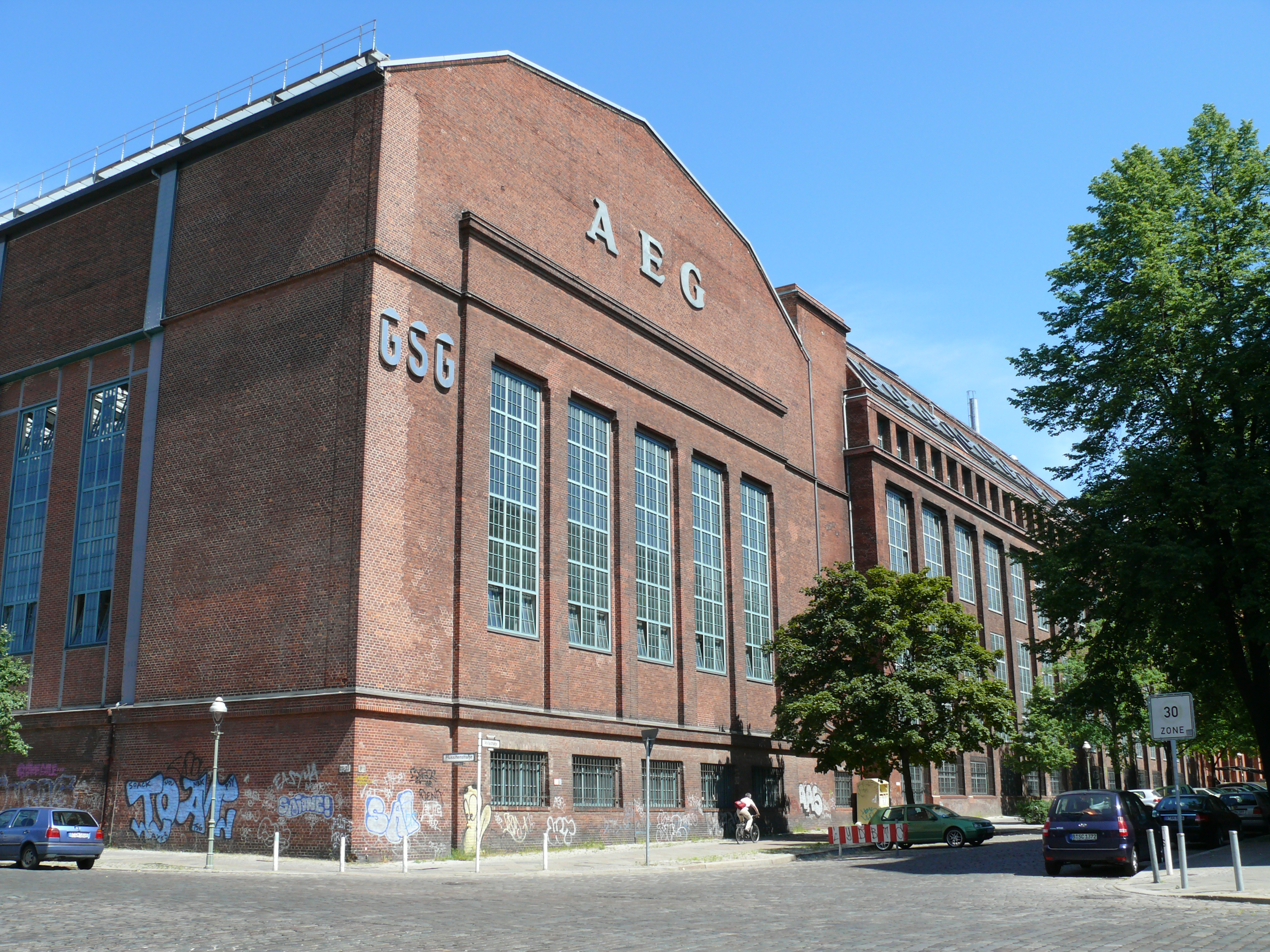
Das 1983 eröffnete Innovations- und Gründerzentrum in Berlin

Ein Gründerzentrum ist eine Einrichtung zur Unterstützung technologieorientierter, möglichst innovativer Neugründungen und Jungunternehmen bzw. auf Wachstum angelegter Startup-Unternehmen. Daneben sollen Technologie- und Gründerzentren zur regionalen Wirtschaftsförderung und Vernetzung beitragen. Synonym werden auch die Begriffe Existenzgründerzentrum, Technologiezentrum, Innovationszentrum, Startup-Zentrum oder auch Inkubator benutzt.
Weltweit existieren über 10.000, europaweit mehr als tausend Gründerzentren, davon befinden sich ca. 500 allein in Deutschland. Der Großteil dieser Zentren betreut Unternehmen und Gründer aller Branchen. Es gibt allerdings auch auf bestimmte Zukunftsthemen bzw. Spitzentechnologien spezialisierte Zentren, z. B. für Nanotechnologie, Informationstechnik (IT), Biotechnologie, Kreativwirtschaft, Umwelttechnik, Automobiltechnik oder Luft- und Raumfahrttechnik.
Einer stadtökonomischen Untersuchung Berlins von 2014 zufolge sei ein urbanes Umfeld mit hoher Einwohnerdichte, lebendigem Ausgeh- und Kulturleben und guter Lebensqualität für die Startup- und Gründerszene wichtig, die Arbeit und Leben nah beieinander zusammenbringt. Büroviertel, Technologieparks und Gründerzentren auf der „Grünen Wiese“ und fernab städtischen Lebens seien demzufolge eher unattraktiv für die meisten Gründer, auch bei guter Verkehrsanbindung.
Zu Gründerzentren gehören Netzwerke, die eine Gründerausbildung und Gründungsförderung anbieten.

## Geschichte
Das Konzept der Business Incubation stammt aus den USA, wo Joseph Mancuso 1959 das Batavia Industrial Center in einem Warenhaus in Batavia, New York, eröffnete. In den 1980er Jahren verbreitete es sich in England und Kontinentaleuropa und nahm unterschiedliche Formen an (Innovationszentren, pépinières d’entreprises, Technopolen, Wissenschaftsparks, Hochschulinkubatoren).
Auf dem AEG-Areal Voltastraße in Berlin-Gesundbrunnen wurde 1983 das Innovations- und Gründerzentrum (BIG) eröffnet, das erste Gründerzentrum Deutschlands. 1985 folgte dort der Technologie- und Innovationspark Berlin (TIB).

## Typen
Eine spezielle Form ist der Hochschulinkubator. Unterschieden werden Non-Profit- und For-Profit-Inkubatoren wie beispielsweise Rocket Internet oder HitFox. Letztere werden überwiegend von privaten Trägern kofinanziert und sind in den USA weiter verbreitet als in Europa. Ferner werden Branchen- und gemischte Gründerzentren unterschieden.
Für die Vorbereitung und den Erfahrungsaustausch von Inkubatoren werden auch einschlägige Tagungen, Barcamps und Konferenzen veranstaltet.

## Ziele
Ziele eines Gründerzentrums können u. a. sein:
- Förderung von Unternehmensgründungen
- Unterstützung junger Unternehmen
- Verbesserung der Wachstumschancen
- Steigerung der Überlebensrate (85+ Prozent im Schnitt)
- Förderung des regionalen Strukturwandels
- Entwicklung von Netzwerkstrukturen und Synergien
- Technologietransfer zwischen Wissenschaft und Wirtschaft, sowie zwischen Unternehmen
- Schaffung von neuen qualitativ hochwertigen Arbeitsplätzen
- Vermeidung des Abwanderns qualifizierter Arbeitskräfte

Entscheidend für den Erfolg von Unternehmensgründungen und Startups insgesamt sei laut einer RKW-Studie ein „fruchtbares regionales Gründer-Ökosystem“ und gründerfreundliches Klima, welches durch das Zusammenspiel von Talenten, erfolgreichen Unternehmern, Finanzierungsmöglichkeiten, Bildungseinrichtungen, bürokratiearmer Politik und Verwaltung, potenziellen Kunden, leistungsfähiger Infrastruktur (vor allem digitaler) und Anbindung an den öffentlichen Verkehr, die Offenheit für Innovationen, Kreativität und eine hohe Lebensqualität entstehe. Dies sei mit guter Koordinierung auch außerhalb großer Städte möglich, etwa mit einem proaktiven, qualitätsvollen Regionalmanagement und durch die Vernetzung regionaler Gründer-Initiativen und Gründerzentren.

### Vorteile
Gründerzentren können sowohl Kosten- wie auch Entwicklungsvorteile für die Zentrumsfirmen bieten. So etwa Beratung und Coaching bei der Planung, Gründung und beim Aufbau der Firma, Unterstützung bei der Kapitalsuche, günstige und flexible Mietflächen (Büro, Labor, Produktionsstätten), Infrastrukturausstattung und Gemeinschaftseinrichtungen (Intranet, Veranstaltungsräume, Kantine etc.). Service- und Dienstleistungspakete durch das Zentrumsmanagement und Netzwerkpartner, wie Fördermittelmanagement, Sekretariatsservice, Networking, Kontaktvermittlung und Kooperationsberatung.

### Nachteile
Ein Teil der Gründerzentren arbeitet nicht kostendeckend, so dass die meist öffentlichen Träger Verluste ausgleichen müssen. Dies geschieht meist aus öffentlichen Haushalten. Weiter erhalten eine Reihe der Zentren Anschubfinanzierung in Form von Zuschüssen zu Investitionen.
Diese öffentlichen Aufwendungen fließen erst zurück, wenn sich die geförderten Unternehmen am Markt etablieren können und die investierten Gelder durch positive volkswirtschaftliche Effekte – z. B. Einkommensteuern der Mitarbeiter, Gewerbesteuer, Körperschaftssteuer zurückgeführt werden.
Von Vertretern der Evolutionsökonomik wird darauf hingewiesen, dass die am Erfolg möglichst vieler der von ihnen geförderten Start-ups interessierten Einrichtungen den Selektionsprozess durch den Markt nicht simulieren können. Jüngere Studien kommen gelegentlich zu der Einschätzung, dass die Inkubation unabhängig von der Verweilzeit in den Technologiezentren nicht signifikant zum Überleben und Wachstums der inkubierten Unternehmen beigetragen hat.

## Technologiezentren in Deutschland
Die deutschen Gründerzentren sind bundesweit über den Bundesverband Deutscher Innovations-, Technologie- und Gründerzentren (BVIZ) und auf Länderebene (etwa Arbeitsgemeinschaft der Bayerischen Technologie- und Gründerzentren oder Verband der Baden-Württembergischen Technologie- und Gründerzentren) vernetzt. Gründerzentren haben sich seit fast 30 Jahren in Deutschland als wirksames Wirtschaftsförderinstrument bewährt. Im November 1983 wurde mit dem Berliner Innovations- und Gründungszentrum (BIG) das erste Gründerzentrum in Deutschland eröffnet. Allerdings wird deren Effektivität und Effizienz in einigen wissenschaftlichen Publikationen angezweifelt. Andere Studien aber bestätigen durchaus, dass sich die öffentlichen Investitionen zur Errichtung und zum Betrieb der Zentren in Form von Steuerrückzahlungen der ausgesiedelten Unternehmen für die betreibende Kommune bzw. Stadt lohnen.
Technologiezentren in den deutschen Ländern (Auszug):

### Baden-Württemberg
- Technologiezentrum Allensbach (TZA), Allensbach
- CyberLab Hightech.Gründer.Schmiede., Karlsruhe
- Technologiezentrum Horb am Neckar, Horb am Neckar
- Stuttgart:
  - Technologie-Transfer-Initiative (TTI) an der Universität Stuttgart
  - ARENA2036
- Technologiezentrum Konstanz (TZK), Konstanz
- Mannheim:
  - MAFINEX-Technologiezentrum, Mannheim
  - CUBEX MedTech-Zentrum, Mannheim
- BadenCampus, Breisach

### Bayern
- Augsburg:

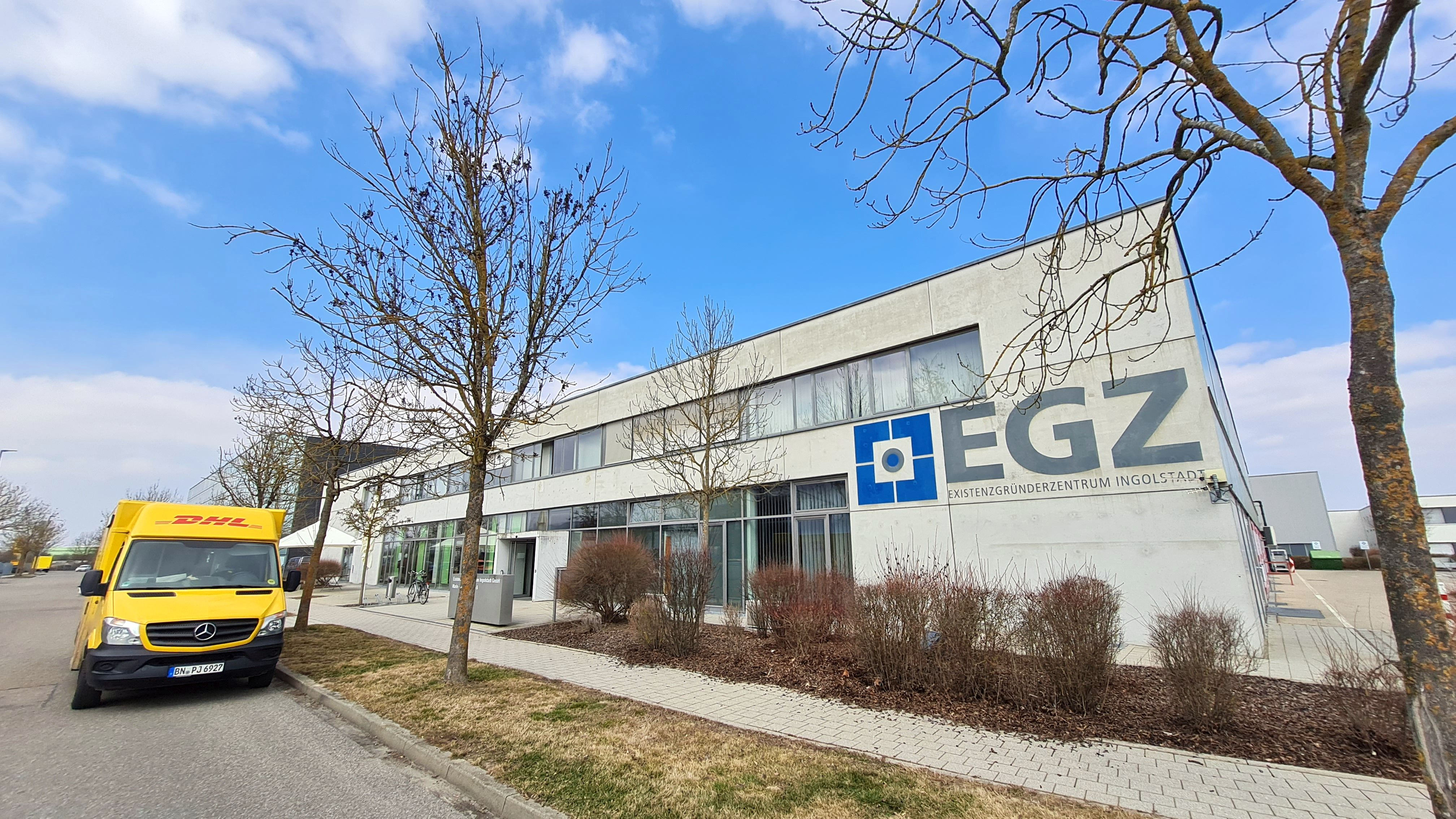
EGZ Ingolstadt

  - Technologie- und Gründerzentrum aiti-Park, Augsburg
  - Umwelt-Technologisches Gründerzentrum Augsburg
- Innovations- und Gründerzentrum (IGZ), Bamberg
- Existenzgründerzentrum (EGZ) Ingolstadt
- UnternehmerTUM, Garching bei München
- Munich Urban Colab, München
- Digitales Gründerzentrum Einstein1, Hof (Saale)
- Innovations- und Gründerzentrum für Biotechnologie (IZB), Planegg bei München
- TechBase, Regensburg
- WERK1, München
- Schweinfurt:
  - Chancen-Center Maintal
  - Gründer-, Innovations- und Beratungszentrum Schweinfurt (GRIBS)

### Berlin
- Berliner Innovations- und Gründerzentrum (BIG) im Technologie- und Innovationspark Berlin (TIB)
- Wissenschafts- und Technologiepark Berlin-Adlershof (WISTA)
- Startup Incubator Berlin an der Hochschule für Wirtschaft und Recht Berlin

### Brandenburg
- GO:INcubator, Potsdam
- Technologiezentrum Teltow (TZT), Teltow

### Bremen
- Bremer Innovations- und Technologiezentrum (BITZ)
- Gründerzentrum im World Trade Center

### Hamburg
- Hit-Technopark Hamburg, Hamburg-Harburg

### Hessen
- Technologie- und Innovationszentrum (TIZ), Darmstadt
- Science Park Kassel
- Frankfurter Innovationszentrum Biotechnologie GmbH

### Mecklenburg-Vorpommern
- Greifswald:
  - Biotechnikum
  - Technologiezentrum Vorpommern, Greifswald und Stralsund (TZV)
- Neubrandenburg:
  - Technologie-, Innovations- und Gründerzentrum, Neubrandenburg (Neu.TIG)
  - Zentrum für Lebensmitteltechnologie, Neubrandenburg (ZLT)
- Parchimer Innovations- und Technologiezentrum, Parchim (PITZ)
- Kompetenzzentrum Flugzeugentwicklung und Flugzeugbau, Pasewalk (KFF)
- Rostock:
  - AgroBio Technikum für grüne Biotechnologie, Groß Lüsewitz (Sanitz) bei Rostock
  - Biomedizinisches Forschungszentrum (BMFZ)
  - Lasertechnologie- und Transferzentrum (LTTZ)
  - Maritimes Brand- und Sicherheitszentrum Ostsee (MBSZ)
  - Rostocker Innovations- und Gründerzentrum, Rostock (RIGZ)
  - Innovations- und Trendcenter, Rostock/Bentwisch (ITC)
  - Informatik Center Roggentin, Rostock/Roggentin (ICR)
  - Forschungszentrum für Biosystemtechnik und Biomaterialien, Rostock-Warnemünde (FBB)
  - Technologiezentrum Warnemünde, Rostock-Warnemünde (TZW) – mit Zentrum für Luft- und Raumfahrt und Life Science Kompetenzzentrum
- Technologie- und Gewerbezentrum Schwerin/Wismar, Schwerin und Wismar (TGZ) – mit Wasserstoff-Kompetenzzentrum (WZK) und Multimediaport
- Stralsunder Innovations- und Gründerzentrum, Stralsund (SIG)
- Biomedizintechnikum Teterow, Teterow (BMTT)[12]

### Niedersachsen
- Gründerzentrum Ostfriesland, Ostfriesland, Hauptstelle Aurich (GZO)
- Gründungszentrum Clausthal-Zellerfeld[13]
- Life Science Factory, Göttingen
- Technologie- und Gründerzentrum Oldenburg, Oldenburg (TGO)
- Technologiezentrum Hildesheim GmbH
- Technologie- und Gründerzentrum, Osnabrück (ICO)
- Hannover:
  - hannoverimpuls – gemeinsame Gründungsberatung von Stadt und Region Hannover und Betrieb folgender Büro-, Labor- und Werkstattflächen
    - Technologiezentrum im Wissenschaftspark – Büros, Werkstätten, Labore
    - H96 – Büros und Werkstätten
    - Unternehmerinnen-Zentrum Hannover – Büroflächen

  - Hafven – StartUpLab mit Coworkingspace, Büro- und Werkstattflächen
  - Nexster – Entrepreneurshipcenter der Hochschule Hannover
  - starting Business – Gründungsservice der Leibniz Universität Hannover

### Nordrhein-Westfalen
- Aachen:
  - Medizintechnisches Zentrum Aachen (MTZ)
  - Technologiezentrum am Europaplatz (TZA)
  - Gründerzentrum der RWTH Aachen
- Bio-Security Kompetenzzentrum für biologische Sicherheit in Bönen
- Technologiezentrum Dortmund, Dortmund
- Technologiezentrum-Tectrum und Gründerzentrum-GRIID Duisburg-Neudorf im sogenannten Mikroelektronikpark
- Kompetenzzentrum für Wärmepumpentechnik und Solarthermie NRW in Gladbeck. Innovationszentrum (IWG)
- Rechtsrheinisches Technologie- und Gründerzentrum Köln (RTZ)
- Technologiepark Herzogenrath, Herzogenrath (TPH)
- Technologie- und Gründerzentrum Niederrhein, Kempen
- Technologie-Zentrum Kleve GmbH, Kleve
- Startplatz Köln + Düsseldorf, Köln/Düsseldorf
- Transferzentrum für angepasste Technologien, Rheine
- Technologiezentrum Wuppertal, Wuppertal (W-tec)

### Rheinland-Pfalz
- Gründungsbüro an der TU Kaiserslautern und Hochschule Kaiserslautern
- Gründungsbüro an der Universität Koblenz-Landau
- TechnologieZentrum Ludwigshafen (TZL), Ludwigshafen am Rhein
- Business + Innovation Center Kaiserslautern (bic)
- Gründungsbüro an der Universität Trier und Hochschule Trier
- TechnologieZentrum Koblenz (TZK)
- TechnologieZentrum Mainz (TZM)

### Saarland
- Saarbrücken:
  - InnovationsCampus Saar
  - science park saar
  - Kontaktstelle für Wissens- und Technologietransfer (KWT) an der Universität des Saarlandes
  - Institut für Technologietransfer (FITT) an der Hochschule für Technik und Wirtschaft des Saarlandes
- Gewerbe- und Technologiezentrum (GTZ), Völklingen

### Sachsen
- Technologie- und Gründerzentrum Bautzen (TGZ), Bautzen
- Technologie Centrum Chemnitz (TCC), Chemnitz
- TechnologieZentrumDresden (TZD), Dresden
- Technologie- und Gründerzentrum Freital (TGF), Freital
- Leipzig:
  - Business & Innovation Centre (BIC)
  - Social Impact Lab
- Business and Innovation Centre (BIC), Zwickau[14]

### Sachsen-Anhalt
- Gründer- und Transferförderung (gründet) an der Hochschule Magdeburg-Stendal
- Technologie- und Gründerzentrum (TGZ) Halle, Halle (Saale) am Weinberg Campus
- Technologie- und Gründerzentrum Jerichower Land

### Schleswig-Holstein
- Technikzentrum Lübeck (TZL), Lübeck
- Zentrum für Energie und Technik, Rendsburg
- Technologiezentrum Blomenburg, Selent
- Logistik- und Innovationszentrum Neumünster (LOG-IN), Neumünster
- Nordfriesisches Innovations-Center (NIC), Niebüll
- Technologiezentrum Flensburg, Flensburg

### Thüringen
- Gründer- und Innovationszentrum Stedtfeld, Eisenach (GIS)
- Technologie und Gründer – Förderungsgesellschaft Schmalkalden/Dermbach (TGF)
- Gründerwerkstatt neudeli, Weimar
- Technologie- und Gründerzentrum, Gera
- Technologie- und Gründerzentrum, Ilmenau
- Jena:
  - Beutenberg Campus
  - BioInstrumentezentrum (BIZ)
  - Technologie- und Innovationspark
- Weimar:
  - bauhaus FACTORY – Zentrum für Kreativwirtschaft
  - Centrum für Intelligentes Bauen (CIB)
- Thüringer Innovationszentrum für Wertstoffe, Nordhausen (ThIWert)

## Technologiezentren in Österreich
In Österreich gibt es ein offizielles Netzwerk an staatlich gestützten, voneinander unabhängigen Technologie-Start-up-Inkubatoren, das „AplusB-Netzwerk“. Diese sind über den Verein AplusB miteinander vernetzt und unterstützen frühphasige Start-up-Unternehmen.
Weitere österreichische Gründerzentren sind über den Verband der Technologiezentren Österreichs e. V. (VTÖ) vernetzt, darüber hinaus gibt es auch in Niederösterreich thematisch fokussierte Technologie- und Forschungszentren des Landes.

## Technologiezentren in Italien
Das wichtigste und auch international bedeutende Technologiezentrum ist der 1982 gegründete AREA Science Park in Triest. Der Technologiepark mit Unternehmen, Labors und Beratungseinrichtungen hat mehr als 2600 Beschäftigte.